# Mcdadea angolensis
Mcdadea angolensis E.A.Tripp & I.Darbysh., 2020 è una pianta arbustiva della famiglia delle Acantacee endemica dell'Angola. È l'unica specie nota del genere Mcdadea e della tribù Mcdadeinae.

## Distribuzione e habitat
È una specie endemica del deserto del Namib, nella parte sudoccidentale dell'Angola.